# Milton Santos
Milton Santos (Brotas de Macaúbas, Bahía, 3 de mayo de 1926 – São Paulo, 24 de junio de 2001), fue un reconocido geógrafo y abogado brasileño, nombrado doctor honoris causa por veinte universidades europeas y latinoamericanas. Intelectual de referencia y gran comprendedor de los problemas de la globalización y el Tercer Mundo.

## Vida académica
Nació en Brotas de Macaúbas, en la brasileña Chapada Diamantina, en el Estado de Bahía, en 1926. En Salvador cursó sus primeros estudios así como los universitarios; siguió estos en la Facultad de Derecho de la Universidad Federal de Bahía, dándoles término en 1948. Sin embargo, no se desarrollaría en el campo del derecho la vocación de Milton Santos, sino en el de la enseñanza. En 1958 se doctoró en Geografía por la Universidad de la Salle, Francia  y a partir de entonces ocupó importantes puestos, entre ellos:
- Profesor (1960) y catedrático (1961) de Geografía en la Universidad Federal de Bahía;
- Presidente de la Comisión de Planeamiento Económico del estado de Bahía, en 1962.

Lector ávido, observador infatigable, viajero, exiliado en Francia en 1964, durante esta década y la de los setenta acumuló conocimientos y experiencias en Europa y América.
Además, Santos era:
- Maître des Conférences Associé de Géographie en la Universidad de la Salle, Francia (1967);
- Profesor de Geografía de la Universidad de la Salle, Sorbonne (1968);
- Research Fellow del Instituto de Tecnología de Massachusetts, EE. UU. (1971);
- Full Visiting Professor, en la Universidad de Toronto, Canadá (1972);
- Profesor de la Universidad Nacional de Ingeniería, en Lima (1973);
- Profesor de la Facultad de Ciencias Económicas y Sociales en la Universidad Central de Venezuela (1974);
- Profesor de la Universidad de Dar es-Salam, Tanzania (1974);
- Profesor Invitado de la Universidad Estatal de Campinas, Campinas (1975);
- Profesor de Geografía y Planificación Urbana en la Columbia University, de New York (1976)

A finales de los años setenta regresó a Brasil, integrándose en la actividad académica con plenitud. Primero como profesor invitado de la Facultad de Arquitectura y Urbanismo de la Universidad de São Paulo (1978); después, como profesor titular visitante de la Universidad Federal de Río de Janeiro (1979); y finalmente como catedrático de Geografía Humana en la Universidade de Sao Paulo, institución en la que desarrollaría una fecunda labor académica hasta el final de sus días.

## Aporte teórico
Santos define en uno de sus libros,[cita requerida] dos términos: horizontalidad y verticalidad; las respuestas científicas las dan los humanos y los grupos científicos y financieros. Se investiga con el fin del beneficio (Espacio vertical de mucho dinero).
Su pensamiento sobre la disciplina geográfica y sobre los problemas sociales de la segunda mitad del siglo XX están recogidos en una extensa producción bibliográfica que sobresale por su originalidad, rigor y viveza. Milton Santos escribió más de cuarenta libros, varios de ellos con aportaciones teóricas en el campo de la Geografía Humana y del Urbanismo de gran relevancia. Su bibliografía incluye además varias decenas de ensayos y otras tantas colaboraciones en libros colectivos y en la prensa diaria, así como dos centenares de artículos en revistas especializadas. Su herencia intelectual está compendiada en uno de sus últimos libros, "A natureza do espaço. Técnica e tempo. Razâo e emoçâo", de la editora brasileña Hucitec, de 1996, traducido al castellano en 2000.
El reconocimiento internacional de su magisterio le hizo acreedor de distinciones académicas en Europa y Latinoamérica, honrado con la investidura de doctor honoris causa por las universidades de Toulouse en Francia; Complutense de Madrid y de Barcelona, en España; Federal de Bahía; Federal de Sergipe; Federal de Río Grande do Sul, Estadual do Ceará, de Passo Fundo y Estadual del Sudoeste de Bahía, en Brasil; y de Buenos Aires, en Argentina.
Además de esto Milton Santos participó en diversos debates sobre los enfoques teóricos y metodológicos que se aplicaban, en esos momentos, al análisis del proceso de urbanización de América Latina.

## Publicaciones
El libro O mundo do cidadâo. Um cidadão do mundo, reúne las colaboraciones con las que colegas de diversas partes del mundo, profesores, y alumnos de la Universidad de Sâo Paulo, festejaron su septuagenario. Este libro contiene también el testimonio de la presencia de Milton Santos en España desde mediados de los ochenta; pues en la bibliografía universitaria de ese país era ya profusamente citado gracias a la edición en español de Oikos-Tau en Barcelona de su libro Geografía y economía urbanas en los países subdesarrollados (1973), así como su contribución sobre "La urbanización dependiente en Venezuela" incluida en el libro de Manuel Castells Imperialismo y urbanización en América Latina publicado en ese mismo año por Gustavo Gili.
Otras obras suyas:
- L'espace partagé (1975),
- Por uma geografía nova (1978),
- Pobreza urbana (1978),
- El trabajo del geógrafo en el Tercer Mundo (1978),
- Espaço e sociedade (1979),
- Economía Espacial (1979),
- Pensando o espaço do homem (1982),
- Ensaios sobre a urbanizaçâo latinoamericana (1982)

## Distinciones
En 1994, Santos recibió el Premio Vautrin Lud, la más preciada distinción científica internacional en el campo de su disciplina, la Geografía.

## Obras
- SANTOS, Milton. Dix essais sur les villes des pays-sous-dévelopés. París: Ed. Ophrys, 1970.
- SANTOS, Milton. Les villes du Tiers Monde. París: Ed. Genin, Librairies Techniques, 1971.
- SANTOS, Milton. L'espace partagé. París: Ed. Librairies Techniques, 1975.
- SANTOS, Milton. O espaço dividido: os dois circuitos da economia urbana. Río de Janeiro: Livraria Francisco Alves, 1978.
- SANTOS, Milton. Por uma geografia nova. São Paulo: HUCITEC, 1978.